# エルンスト・ルートヴィヒ・フォン・ゲルラッハ
エルンスト・ルートヴィヒ・フォン・ゲルラッハ（ドイツ語: Ernst Ludwig von Gerlach, 1795年3月7日 – 1877年2月18日）は、プロイセンの判事、政治家。「魔臣」として知られるレオポルト・フォン・ゲルラッハは次兄にあたる。

## 生涯
1795年3月7日、カール・フリードリヒ・レオポルト・フォン・ゲルラッハの三男としてベルリンに生まれる。1813年から1815年にかけて第六次対仏大同盟に従軍した後に判事としての道を歩み、1823年にはナウムブルク高等裁判所判事となる。その後1829年にハレの地方農業裁判監督となり、1835年にフランクフルト・アン・デア・オーダー高等地方裁判所副裁判長となる。
1848年革命の間、保守的な論調の「十字新聞」の創刊に関わり、それを通じて保守党の意見を押し出し1860年代から1870年代にかけてオットー・フォン・ビスマルクのドイツ統一推進に反対した。